# آلبرتو گراسی
آلبرتو گراسی (ایتالیایی: Alberto Grassi؛ زاده ۷ مارس ۱۹۹۵) بازیکن فوتبال اهل ایتالیا است.